# تقلب در آزمون دستیاری پزشکی
آزمون دستیاری پزشکی سالانه در اردیبهشت ماه برای ورود پزشکان عمومی علاقه‌مند به اخذ مدارک تخصصی برگزار می‌گردد. این آزمون پل گذر از پزشکی عمومی به دوره تخصص است و توسط مرکز سنجش آموزش پزشکی وزارت بهداشت برگزار می‌گردد. مسعودپزشکیان معتقد بود به دلیل تخصصی بودن این آزمون، سازمان سنجش آموزش صلاحیت برگزاری آن را ندارد. طی سالین گذشته تخلفاتی در این آزمون صورت گرفته تا حدی که در سال ۱۳۸۸ این آزمون توسط وزارت بهداشت، که خود برگزارکننده این آزمون است، باطل اعلام شد و در سال ۱۳۸۲ با دخالت مجلس و قوه قضائیه تقلب در آن به اثبات رسید. وقوع تقلب در سال‌های دیگر نیز از سوی شرکت کنندگان و رسانه‌ها مطرح شده است.
سید علی ریاض نماینده مجلس و عضو کمیته تحقیق و تفحص مجلس از آزمون دستیاری سال ۱۳۸۲ و سیامک شایان امین می‌گویند تقلب در این آزمون از سال ۱۳۷۷ همواره وجود داشته است. علیرضا زاکانی ریس هیئت تحقیق و تفحص از آموزش عالی به انواع تخلفات مختلف از جمله نشاندار کردن سوارات آزمون، فروش اشاره کرد.
گرچه با حکم دادگاه چند نفر از افراد در جریان تقلب سال ۱۳۸۲ محکوم شدند و وزارت بهداشت ادعا کرد ۲۱ نفر را اخراج کرده است، اما علیرضا زالی معاون سازمان نظام پزشکی سال‌ها بعد تأیید کرد «تعدادی از داوطلبان آزمون دستیاری سال ۸۲ نیز که بعد از پیگیری‌های طولانی کمیسیون اصل ۹۰ مجلس، احکام مجازات دریافت کردند و از آزمون دستیاری محروم شدند، بعد از مدتی به طریقی توانستند دوباره به دوره‌های دستیاری پزشکی راه یابند و در عمل مجازات نشدند». وزارت بهداشت جز در سال ۱۳۸۸ که ناچار به ابطال آزمون شد همواره منکر تخلف بوده و تخلف توسط سایر ارگان‌ها کشف شده است. شیوهٔ طراحی سؤال و همچنین صلاحیت طراحان سؤال این آزمون، بازنگری‌های اساسی تری را می‌طلبد.
آزمون دستیاری دوره چهل و هفتم که با تأخیر چندین باره در ۱۶ مرداد ۱۳۹۹ برگزار شد نیز با تردیدها و ایرادهای فنی بسیاری همراه بوده است که باعث ایجاد شائبه تقلب در این آزمون شده است و در حال حاضر مجلس شورای اسلامی به این موضوع ورود پیدا کرده است.

## آزمون ۱۳۷۷؛ نقش خط‌کش در آموزش پزشکی

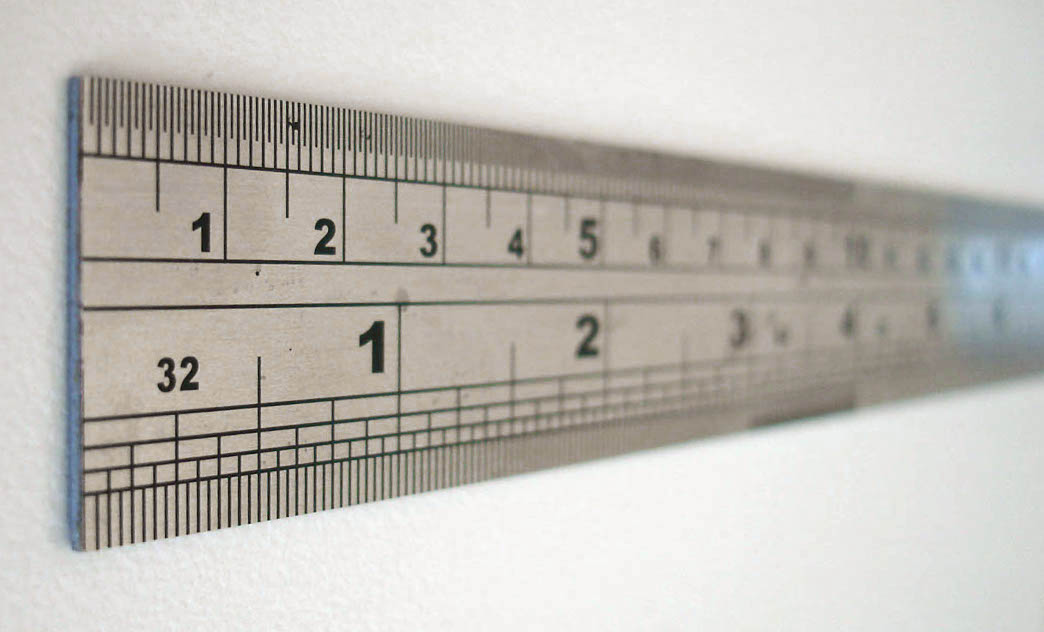
عضو هیئت تحقیق و تفحص مجلس از آموزش عالی: «یک پزشک که نام او را نمی‌دانم برای من نوشت که من دفترچه آزمون سال ۷۷ را خریداری کردم و از ۲۰۰ سؤال ۱۴۶ سؤال آن مارک شده بود یعنی اگر کسی هیچ سوادی هم نداشت تنها با یک خط‌کش متوجه می‌شد که گزینه درست کجاست و در این صورت در بهترین رشته قبول می‌شد.»

در آزمون این سؤالات نشان دار شده بودند. روش نشان دار کردن بدین صورت بوده که «فاصله کوچک میان خط فاصله با اولین حرف در یکی از گزینه‌های چهارگانه پاسخ صحیح را مشخص می‌کرد. به این ترتیب پزشکانی که با اطلاع قبلی، در عوض برخورداری از معلومات، با یک خط‌کش به سر جلسه رفته بودند، به راحتی توانستند با کسب نمرات درخشان در این آزمون به رشته‌های پر طرفدار دستیاری راه پیدا کنند.
علیرضا زاکانی رئیس هیئت تحقیق و تفحص مجلس هفتم از آموزش عالی در سخنرانی در سال ۱۳۹۳ نشان دار کردن سوالات را تأیید کرد و گفت:
موضوع اسفناک‌تر این بود که از سال ۷۷ تا ۸۲ سوالات آزمون دستیاری به فروش رسیده بود و هر سؤالی را نیز تا ۳۰ میلیون تومان می‌فروختند لذا وقتی ما کار بررسی را انجام دادیم و به لطف خدا به نتیجه رسید یک پزشک که نام او را نمی‌دانم برای من نوشت که من دفترچه آزمون سال ۷۷ را خریداری کردم و از ۲۰۰ سؤال ۱۴۶ سؤال آن مارک شده بود یعنی اگر کسی هیچ سوادی هم نداشت تنها با یک خط‌کش متوجه می‌شد که گزینه درست کجاست و در این صورت در بهترین رشته قبول می‌شد؛ حال حساب کنید کسی که با تقلب وارد یک حوزه تخصصی شده چطور می‌خواهد این مسئله را جبران کند.

## آزمونهای ۱۳۷۸ تا ۱۳۸۰
برخی از سال ۱۳۷۸ تا ۱۳۸۰ با اطلاع از وضعیت مالی پزشکان با افراد تماس گرفته و پیشنهاد فروش بخشی از سوالات را داده بودند.

## آزمون ۱۳۸۱
به نوشته شایان امین «بنا به ادعای برخی منابع غیررسمی، در این سال از میان ۱۱۵۰ سهمیه دستیاری، نام ۱۰۷ نفر از داوطلبان خط خورد و نام‌های دیگری جایگزین آنها شد. این اتفاق زمانی به چشم آمد که برخی از داوطلبان با نمره ای کمتر از سدِ آزمون دستیاری گذشتند و پزشکانی با نمره بالاتر از این توفیق بازماندند. در پاسخ اعتراض گسترده داوطلبان مسئولان برگزار کننده اشتباه نرم‌افزاری کامپیوتر تصحیح کننده پاسخ نامه را دلیل این اتفاق دانستند. اما متأسفانه به دلیل عدم امکان بازبینی و تصحیح اشتباهات، پزشکان معترض در احقاق حق خود ناکام ماندند.»

## آزمون ۱۳۸۲
سید علی ریاض عضو هیئت تحقیق و تفحص مجلس از آزمون دستیاری ۸۲: «یک پزشک، خانه ۳۰ میلیون تومانی خود را فروخته و با پول آن سؤالات آزمون دستیاری را قبل از امتحان خریده است.»

آزمون ۱۳۸۲ یکی از بحث‌برانگیزترین آزمون‌ها بود که بعدها با شکایت تعدادی از شرکت کنندگان به مجلس به تحقیق و تفحص و نهایتاً اثبات تقلب در امتحان انجامید. در جریان تحقیقات مجلس ده‌ها تن دستگیر و بازجویی شده و سرشاخه‌های دادگاهای شدند. در جریان تحقیقات روشن شد که سوالات آزمون ۱۳۸۱ نیز فروخته شده بود است. گردش مالی فروش سوالات در سال ۱۳۸۲ بالغ بر ۵ میلیارد ریال بوده است. در گزارش تحقیق مجلس از سال ۱۳۸۲ آمده است که اغلب پذیرفته شدگان از طریق خرید سوالات قبول شده‌اند که ۲۱ نفر توسط وزارت بهداشت از ادامه تحصیل منع شدند.
حسن گودرزی، عضو دبیرخانه پیگیری تخلفات آزمون دستیاری گفت که وزارت بهداشت از لو رفتن سوالات مطلع شده و لذا ابتدا به بهانه زلزله بم امتحان را از بهمن به اسفند موکول کرده و سپس با اطلاع از اینکه در اسفند هم سوالات لو رفته است «برای توجیه بالا بودن سطح نمرات آزمون، ضمن خودداری در اعلام کلی نمرات آزمون، (۲۳ سؤال، ۵/۱۱ درصد افزایش میانگین داشت) سؤالات آزمون را دو گزینه‌ای و چهار گزینه‌ای اعلام کردند در حالی که بر اساس نظر متخصصان مربوط و مراجع مطلع بسیاری از این ۲۳ سؤال تنها یک گزینه صحیح دارند که این خود تخلف دیگری است که اصل آزمون را زیر سؤال می‌برد.»
سید محمود طباطبایی نژاد بازرس پرونده نیز گفت که فروش سوالات محرز است «تعدادی از کارمندان وزارت بهداشت به اتهام "افشای سؤالات آزمون دستیاری " متهمان این پرونده هستند و داوطلبانی که به طمع دستیابی به سؤالات این آزمون آن را خریداری کرده‌اند نیز به اتهام معاونت در وقوع جرم تحت پیگرد قانونی هستند.» سوالات به‌صورت فردی به مبلغ ۳۰ میلیون تومان و به‌صورت گروهی تا ۶۰ میلیون تومان فروش رفته است.
«از میان ۲۰۰ سؤال طرح شده برای آزمون دستیاری ۲۳سؤال دارای بیش از یک پاسخ صحیح بودند و برای ۱۰سؤال ۴پاسخ صحیح اعلام شد! نکته جالب اینکه در تصحیح پاسخ نامه هیچ‌یک از این سوالات حذف نشد و برای افرادی که به هیچ‌یک از این ۱۰سؤال پاسخ نداده بودند، هیچ نمره‌ای منظور نشد اما کسانی که یکی از گزینه‌های موجود را در پاسخ نامه علامت زده بودند، نمره سؤال را کسب کردند. اگرچه بر اساس شاخصهای استاندارد جهانی هر آزمونی که حداقل ۵درصد سوالات آن اشکال داشته باشد باطل است و نتایج آن معتبر نیست، بنابر نظر دبیر شورای علوم پزشکی و تخصصی ۱۱ درصد سوالات این آزمون دارای اشکال بودند. اما درحالی‌که بسیاری از شرکت کنندگان خواستار ابطال آزمون دستیاری پزشکی شدند، مسئولان وزارت بهداشت زیر بار چنین خواسته‌ای نرفتند.»
دبیرخانه پیگیری تخلفات سی‌ویکمین دوره آزمون دستیاری در بسیج دانشجویی دانشگاه‌های تهران و علوم پزشکی تهران تشکیل شد. تحصن‌ها و اعتراضات مختلف شرکت کنندگان در مقابل مجلس و دانشگاه‌ها ادامه یافت. نمایندگان مجلس هفتم مدعی بودند که وزارت بهداشت تعمداً در جلسات خود اطلاعات کافی را در اختیار آنان قرار نمی‌دهد؛ لذا طرح تحقیق و تفحص از آزمون دستیاری به تصویب رسید. در گزارش تحقیق و تفحص مجلس که در اردیبهشت ۱۳۸۷ (۵ سال پس از آزمون) در صحن قرایت شد به تغییر دادن بی‌دلیل زمان آزمون از بهمن به اسفند اشاره شده است (مسئولان وزارت بهداشت زلزله بم را بهانه دانستند) اما به گفته هیئت تحقیق زمزمه‌های فروش سوالات از همان زمان مطرح شده بوده است.
تا آبان ۱۳۸۳ که حدود شش ماه از اعتراضات گذشته بود و حفاظت اطلاعات نیروی انتظامی به عنوان ضابط قضایی فعالیت می‌کرد گزارش خاصی به‌دست نیامد و روشن شد برخی گزارش‌ها وقوع تقلب نیز کذب و با هدف اخاذی بوده است.
در ادامه رسیدگی به این پرونده به پیشنهاد بسیج دانشجویی حفاظت اطلاعات ستاد مشترک سپاه پاسداران به عنوان ضابط قضایی تعیین شد.
در گزارش تحقیق مجلس آمده است: «ضابطان قضایی با صرف حدود ۲۵ هزار نفر ساعت کار و بهره‌گیری از روش‌های علمی بررسی خود را با شناخت شبکه فروش در مقیاسی کوچک آغاز کرده و با ریشه‌یابی خاص از ۲۲ حوزه برگزاری امتحانات در هفت استان (استان‌های تهران، مازندران، آذربایجان شرقی، خراسان رضوی، کرمان، خوزستان و کرمانشاه) نمونه‌ها را انتخاب و ۶۸ نفر را احضار کرد که ۶۳ تن آنها به جرم خویش اقرار نموده و طی تشریفات قانونی شش نفر اولیه به دادگاه معرفی شدند و در داگاه بدوی برای همه آنها حکم صادر شد و رأی دو نفر از آنها در دادگاه تجدید نظر نیز مورد تأیید و ابرام قرار گرفت.»

### یافته‌های هیئت تحقیق مجلس:[۱۲]
- «هیچ‌گونه صورتجلسه‌ای از زمان حضور، مدت حضور انتخاب کنندگان سئوالات و نیز نحوه انتخاب سئوالات نهایی از بانک سوالات اولیه که به تأیید انتخاب کنندگان سئوالات، مسئولان برگزاری آزمون دستیاری و عناصر حفاظتی و حراستی رسیده باشد، وجود ندارد.»
- «بی دقتی برگزارکنندگان در تکثیر اوراق امتحانی کاملاً مشهود است ((ه) معاون اجرایی دبیرخانه شورای‌عالی آموزش پزشکی و تخصصی در مصاحبه با صدا و سیما اعلام کرد تکثیر سئوالات در بخش خصوصی انجام شده است ولی از سوی دیگر (ن. پ) دبیر شواری آموزش پزشکی ـ تخصصی اعتراف کرده تکثیر سئوالات در دبیرخانه شورا انجام گرفته است).»
- «مسئولان دبیرخانه دقت لازم را در ارسال محموله دفترچه‌های سئوالات گروه‌های مختلف شرکت‌کننده در آزمون انجام نداده‌اند.»
- «با توجه به مکانیزم طراحی سئوالات آزمون دستیاری که به صورت کشوری و با مشارکت حدود هفتاد نفر از اعضای هیئت علمی دانشگاه‌ها انجام پذیرفته است، احتمال لو رفتن Gued Line یا چهارچوب‌های کلی طراحی سئوالات و نیز اصل بانک سئوالات و سئوالات نهایی آزمون از سوی بعضی از طراحان سئوالات وجود داشته است؛ به ویژه اینکه بررسی‌ها نشان داده برخی استادان طراح سؤال، طرح سئوالات را به دستیاران خود واگذار کرده و دسترسی به منابع طرح سؤال و بانک سئوالات را به خارج از محدوده مورد نظر گسترش داده‌اند.»
- «میان مراکز آمادگی پزشکان برای امتحان دستیاری، برخی آموزشگاه‌ها در ارتباط با تقلب در آزمون یادشده دخالت داشته‌اند؛ تعداد معدودی از استادان آنها با همکاری و هماهنگی با یکدیگر سئوالات آزمون دستیاری پزشکی سال ۸۲ را به این آموزشگاه‌ها منتقل کرده‌اند.»
- «در مورخ ۱۱/۸/۸۶ برای ۶ نفر از متهمان شامل ۲ تن از کارمندان وزارت بهداشت و ۴ نفر از خریداران اصلی سئوالات حکم قضایی صادر شد؛ به‌طور نمونه آقای (م.ر. ح) به عنوان متهم ردیف اول پرونده به تحمل سه سال حبس، انفصال ابدی از خدمات دولتی و پرداخت ۱۸۳٫۰۰۰٫۰۰۰ ریال معادل ۲ برابر مال نا مشروع تحصیل شده و ضبط ۹۱٫۵۰۰٫۰۰۰ ریال اصل مال نا مشروع محکوم گردید؛ در ادامه دادگاه تجدید نظر حکم ۲ کارمند وزارتخانه را تأیید کرد و پرونده خریداران سؤال را برای بررسی در کمیته منتخب قانون نحوه رسیدگی به تخلفات آزمون سراسری مصوب سال ۸۴ به وزارتخانه ارسال کرد.»

## آزمون ۱۳۸۸؛ اذعان وزارت بهداشت به تقلب و ابطال آزمون
با وجود تحقیق و تفحص مجلس از آزمون سال ۱۳۸۲ و کش و قوس‌های فراوان که نهایتاً پس از ۴ سال در سال ۱۳۸۶ چند تن به اتهام خرید و فروش سؤال کنکور محکوم شدند، در سال ۱۳۸۸ نیز مجدداً خرید و فروش سوالات کنکور روی داد.
مرضیه وحید دستجردی وزیر وقت بهداشت در روز برگزاری آزمون از محل برگزاری بازدید کرد و از امنیت و صحت آن ابراز رضایت کرد اما ۲ روز بعد به افشای لو رفتن سوالات ناچار شد تا تصمیم به ابطال آزمون بگیرد. گفته شده بود که ممکن است تا ۲۵٪ سوالات لو رفته باشد اما علی عباسپور تهرانی معتقد است: «احتمالاً تعداد بیشتری سؤال این آزمون لو رفته و شاید همه سؤالات نیز قبل از آزمون لو رفته باشد.» حسینعلی شهریاری، نائب رئیس کمیسیون بهداشت و درمان مجلس معتقد است که مافیای فروش سوالات میلیاردها تومان پول به جیب زده است.

## تخلف و تقلب در آزمون دستیاری پزشکی سال ۱۴۰۴
● شائبه فروش سوالات و تقلب سیستماتیک
پنجاه‌و دومین آزمون پذیرش دستیار تخصصی پزشکی ۱۸ اردیبهشت ماه ۱۴۰۴ برگزار شد.
از ساعات اولیه پس از برگزاری آزمون، گزارش‌هایی مبنی بر احتمال نشت اطلاعات پیش از آزمون و خرید و فروش سؤالات در فضای مجازی منتشر شد؛ گزارش‌هایی که با واکنش‌های متعدد از سوی داوطلبان و پزشکان عمومی و متخصص، ابعاد گسترده‌تری یافت.
با انتشار کلید نهایی در ۳۱ اردیبهشت ماه و مشخص شدن تعداد بالای داوطلبانی که توانستند در این دوره از آزمون نمره بالای ۵۰۱ را به دست آورند، شائبه تقلب در این دوره رنگ و بوی جدی‌تری به خود گرفت. اتفاقی که صدای متقاضیان را در اعتراض به اینکه چگونه ۴۱۳ نفر در این دوره که معادل ۳٫۳۷ درصد شرکت‌کنندگان را شامل می‌شدند، توانستند نمره بالای ۵۰۰ به دست آورند، بلند کرد.
لارم به ذکر است که این شائبه بدون هیچ مدرک مستدل، بیشتر بر حسب حدس و گمان و اسکرین شات‌های لو رفته از کلاهبرداران بوده است.
در روز جمعه به تاریخ ۹ خرداد ۱۴۰۴، حوالی ساعت ۲۰ و ۳۰ دقیقه، کانال خبری پزشکی مدیکونیوز، از احتمال لغو ازمون دستیاری ۵۲، طبق شنیده‌ها از منابع معتبر، خبر داد. حوالی ساعت ۲۰ و ۵۱ دقیقه عارف کمانی از اهالی رسانه خبری پزشکی، در کانال تلگرامی مدیستو این خبر را به نقل از دو نفر از مقامات بلند پایه وزارت بهداشت تایید نموده و طی پیامی صوتی از برگزاری جلسه‌ای در وزارت بهداشت خبر داده که طی آن تخلف در ازمون دستیاری ۵۲ محرز شده و تصمیم به ابطال آزمون گرفته‌اند؛ همچنین خاطر نشان کرد که بعضی نهادها جهت استعفای سید جلیل حسینی، معاون آموزشی وزارت بهداشت، فشار آوردند. در حوالی ساعت ۲۱ و ۴۴ دقیقه به نقل از پایگاه خبری روزانه، سید جلیل حسینی، معاون اموزشی وزارت بهداشت، اخبار منتشر شده را تکذیب کرد؛ در ساعات پایانی همان روز در حوالی ساعت ۲۳ کانال خبری مدیستو اعلام کرده تاریخ برگزاری مجدد آزمون ۱۶ مرداد خواهد بود که امکان یک هفته جا به جایی وجود دارد. مدیکو نیوز نیز در همان زمان این خبر را در کانال تلگرامی خود منتشر کرد. در حوالی ساعت ۱ بامداد ۱۰ خرداد ۱۴۰۴، مجتبی موسوی، مدیر گروه آموزشی ماهان طب، به نقل از مقامی در وزارت بهداشت، اخبار منتشر شده را در کانال تلگرامی خود تایید کرد.
در ادامه، صبح روز شنبه ۱۰ خرداد ۱۴۰۴، وزارت بهداشت خبر از برگزاری جلسه‌ای جهت تصمیم گیری در مورد صحت آزمون داده. جلسه‌ای که از حوالی ساعت ۱۱ روز شنبه آغاز شده و تا حوالی ساعت ۱۷ ادامه داشته است. در این میان خبرهایی غیر رسمی به نقل از سید جلیل حسینی عنوان شده که تخلفات در آزمون در حد ابطال آزمون نبوده است. اما بعد از اتمام این جلسه اطلاعیه‌ای از سمت وزارت بهداشت منتشر شده که در ان صحت ازمون را کاملا تایید نمود.
با ادامه اعتراض داوطلبان در خرداد ۱۴۰۴، کمیسیون بهداشت مجلس شورای اسلامی به این موضوع ورود کرد و یک کمیته حقیقت یاب به مرکز سنجش آموزش پزشکی اعزام خواهد شد.
● تغییر غیر علمی کلید سوالات
کلید اولیه سوالات در تاریخ ۲۰ اردیبهشت ۱۴۰۴ از وبسایت مرکز سنجش آموزش پزشکی منتشر شد و نیز تا ۲۲ اردیبهشت ماه مهلت اعتراض به کلید سوالات تعیین شد؛ بعد از اتمام اعتراضات به کلید طراحان سوال، در تاریخ ۳۱ اردیبهشت ۱۴۰۴ اصلاحیه‌ای تحت عنوان کلید نهایی آزمون منتشر شد که به موجب آن کلید اصلی ۷ سوال تغییر کرد. تغییرات به گونه‌ای بود که برخلاف قوانین و مقررات آزمون‌های چهار گزینه‌ای پاسخ ۳ سوال دو گزینه‌ای اعلام شد، پاسخ یک سوال از گزینه درست و منتخب طراح به گزینه نادرست تغییر کرد و سه سوال دیگر حذف شدند؛ به دنبال این تغییرات، رتبه افرادی که به این سوالات پاسخ درست تک گزینه‌ای داده بودند، حدود ۱۰۰ الی ۲۰۰ رتبه بدتر شده و رتبه افرادی که پاسخ اشتباه داده بودند بهبود یافت. وزارت بهداشت نیز در مقابل اعتراض داوطلبینی که مطابق کلید طراح سوال پاسخ درست داده بودند و به دنبال اصلاح غیر علمی کلید متضرر شدند، سکوت کرد. به گزارش تعداد قابل توجهی از داوطلبان این تغییرات سرنوشت بسیاری از آن‌ها را به صورت غیر قانونی تغییر داد. این دسته از داوطلبان معتقد بودند که آزمون برای همگی در شرایط یکسان برگزار شده و تغییر کلید سوالات به ظاهر مبهم، آن هم برخلاف نظر طراح و منابع رسمی و علمی وزارت بهداشت، بعد از برگزاری آزمون، خلاف مقررات تعیین شده برای یک آزمون استاندارد و رقابتی است؛ چرا که در همان آزمون سوالات مشابه دیگر با گزینه‌های نزدیک به هم وجود داشت که عده‌ای از داوطلبان به آن پاسخ صحیح داده و عده‌ای دیگر پاسخ غلط داده یا جهت اجتناب از کسب نمره منفی، از پاسخگویی به آن خودداری کرده‌اند اما با این وجود کلید این سوالات تغییر نکرده و یا حذف نشده‌اند؛ آن‌ها خاطر نشان کردند که در هر آزمون رقابتی استاندارد، نسبتی از سوالات دشوار هستند تا داوطلبانِ با سطح آمادگی متفاوت را از یکدیگر افتراق دهد. این در حالی است که با دو گزینه‌ای کردن یا حذف این سوالات دشوار، به سایر داوطلبانی که پاسخ غلط داده و یا جهت اجتناب از نمره منفی از پاسخگویی خودداری کرده‌اند، نمره کامل اعطا شده و این اتفاق موجب از بین رفتن خاصیت تمایزگذاری سوالات دشوار در آزمون می‌گردد.